# NRS-2
NRS-2 (НРС-2, Нож Разведчика Специальный / Нож Разведчика Стреляющий) (mã GRAU: 6P25U) là loại vũ khí đa chức năng dùng để sinh tồn do TsNIITochMash phát triển. Loại vũ khí này có một đặc điểm thú vị là thay vì chỉ là dao, nó còn có thể xem là một loại súng bắn phát một khi có một hệ thống điểm hỏa và nòng nằm trong cán dùng để bắn một loại đạn yên lặng có tầm sát thương trong khoảng 25 m. Chúng đã được trang bị cho các lực lượng chuyên thực hiện những nhiệm vụ đặc biệt và trinh sát.

## Phát triển
Đây không phải là loại dao/súng đầu tiên được phát triển tại Liên Xô. Việc phát triển loại vũ khí này đã được thực hiện từ những năm 1970 theo yêu cầu của bộ nội vụ Nga và KGB, chương trình được thực hiện dưới sự chỉ đạo của R.D.Khlynin người từng thiết kế loại súng ngắn yên lặng MSP Groza với kết quả là loại dao/súng NRS. Loại này bắn loại đạn 7,62×38 SP-3 vốn được phát triển từ những năm 1960 từ loại đạn 7,62×39mm với các thay đổi cần thiết để có đủ sức mạnh khi bắn nhưng hạn chế gây tiếng động, phát sáng cùng việc tạo ra khói khi sử dụng.
Đến năm 1983 thì một loại đạn mới đã được đưa vào sử dụng là 7,62×41 SP-4 cho khẩu PSS loại súng này nhanh chóng thay thế các khẩu súng yên lặng khác dùng đạn SP-2, SP-3 và 9×18 mm, vì loại đạn mới đã trở nên phổ biến nên việc cải tiến NRS để thống nhất với loại đạn này cũng phải được thực hiện dù không dễ dàng vì sức mạnh của SP-4 cao hơn SP-3 nhiều, công việc cải tiến này được đảm nhiệm bởi G.A.Savishcnev, I.P.Shedlos, và V.Ya.Ovchinnikov với kết quả là NRS-2.

## Thiết kế
Loại vũ khí này có một lưỡi dao đa năng có thể dùng để làm việc như cắt, cưa, mở ốc vít... cho đến chiến đấu như săn mồi, đâm, chém... Bao lưỡi dao có thể dùng như kềm cắt các loại dây cáp có đường kính khoảng 2,5 – 5 mm được cách điện lên đến 380V.
Một bộ phận súng bắn phát một có thể tháo ráp được tích hợp vào trong cán dao. Bộ phận này có hai móc khóa lớn để cố định vào cán dao với một khoang chứa đạn, bộ phận điểm hỏa, cần lên đạn, cần khóa an toàn, một cò và một màng mỏng bọc phần đầu nòng để bảo vệ khi chờ được sử dụng. Xạ thủ sẽ nạp đạn vào bộ phận này sau đó gắn vào cán dao và xoay để các móc cố định vào vị trí. Để bắn thì đầu tiên là mở cần khóa an toàn bên dưới cán dao sau đó đẩy cần nạp đạn phía bên phải để bộ phận điểm hỏa vào vị trí lên cò, xoay cán dao ra phía trước phần cuối cán dao có một bộ phận dùng làm điểm ruồi cho việc nhắm. Tay trái giữ lưỡi dao tay phải nắm cán dao, ngón tay trỏ của tay phải sẽ kéo cò nằm gần điểm ruồi.

## Biến thể
- NS-2: Một biến thể thay vì chứa bộ phận điểm hỏa thì nó chứa thêm các công cụ sinh tồn khác. Loại dao này được thông qua để trang bị năm 1986.